# بودالالو (فولاد لوي الجنوبي)
بودالالو (بالفارسية: بودالالو) هي قرية تقع في إيران في أردبيل. يقدر عدد سكانها بـ 352 نسمة بحسب إحصاء 2016.